# Zomba (Magyarország)
Zomba (németül: Sumpa) község Tolna vármegyében, a Bonyhádi járásban.

## Fekvése
A Tolnai-Hegyhát délkeleti részén, Szekszárdtól 17 kilométerre nyugat-északnyugatra, Bonyhádtól nagyjából ugyanilyen távolságra északra fekszik, a Szekszárd-Siófok közti 65-ös főút mentén.
Belterületét Bonyháddal a 6533-as út, külterületének legdélebbi részeit az onnan nyugatra fekvő Tabóddal és Kisdoroggal a 6536-os út köti össze. Közigazgatási területének keleti szélén húzódik a Harc-Simontornya közti 6317-es út egy szakasza, és érinti a közigazgatási határát – a központjától több kilométerre északkeletre – a Szedrestől idáig húzódó 6316-os út is.
Különálló településrésze – a központjától légvonalban 6, közúton mintegy 8 kilométerre délkeletre, egészen a szekszárdi határ közelében – Szentgálszőlőhegy, melynek közúti eléréséét a 65-ös főútból kiágazó 65 149-es számú mellékút biztosítja.

## Története
Zomba már az ókorban is lakott volt. A Római Birodalom idejéből maradt ránk az a bronzszobor, amely a zombai Szárnyas Géniusz néven ismert és a Néprajzi Múzeumban található. A római időben Zombának római kolóniának kellett lennie, a mellette fekvő Ódány helységgel együtt. „Saját szememmel láttam a mai temetőben előkerült hamvvedret” – írta Maronics Mihály plébános az 1770-es években.
A régészek egy avarkorból származó település nyomaira is rábukkantak [mikor?] a község határában. Valószínűleg a honfoglaló magyarok is letelepedtek itt, ugyanis a környék településeinek nevei Árpád törzsét idézik. A településre vonatkozó első írásos emlékek szerint Szent István 1015-ben a pécsváradi apátságnak 41 falut adományozott, ezek közül a harmadiknak szerepel Zumba (Zomba régi neve).
A korai középkorra vonatkozóan a településre vonatkozó írásos emlékek nincsenek, de valószínűleg lakott hely volt, ugyanis a szomszédos Ódány már templomos helyként szerepel a pápai tized összeírásban.
A török megszállás elnéptelenítette a vidéket. A török defterek szerint az 1580-as években Zombának 11 adózója volt. 1603-ban azonban a törökök Simontornya környékén teleltek, aminek következtében Tolna vármegye helységeinek nagy része, köztük Zomba és környéke elpusztult.
Ezután 1704-ig rácok lakták a vidéket. A török kiűzése után a település a császári kincstár birtokába került. A kincstártól Zombát és további öt települést Dőry László a magyar királyi kancellária Bécsben működő hírvivője kapta adományba 40 000 váltóforint megfizetése ellenében.
Az 1728-as összeírás szerint 1725-ben települt újra Zomba. A kutatások szerint a Felsőrábaközből és Győr vármegyéből érkeztek lakosai. Ezekben az évtizedekben Dőry László a szinte lakatlan vidék betelepítésére német telepeseket is hozatott, így 1741-ben a községet 69 család lakta, közötte 15 német család. 1732-ben Dőry  Ádám özvegye, második házasságában Andor Józsefné (innen ered az Andor-puszta elnevezés) szerződést kötött a jobbágyokkal az akkori hűbéri szolgáltatások teljesítése tárgyban. Átengedte a jobbágyoknak az egész zombai határt, megállapítást nyert a jobbágyok és zsellérek szolgáltatásainak mértéke, a szabad költözködés feltételei.
Az első telepesek között nagy számban voltak evangélikusok, akiknek már 1728-ban saját imaházuk volt, és a sárszentlőrinci lelkész tartott számukra istentiszteletet.
Az ellenreformáció folyományaként a katolikus földesúr Dőry Ádám elvette imaházukat, megtiltotta a szentbeszédek tartását, valamint a hétköznapi könyörgéseket. A hűbérszolgáltatások terén is előnyben részesítette a katolikusokat.
Az elégedetlen zombaiak közül 1744. április 20-a táján 29 család – megtudva, hogy báró Harruckern János György Békés vármegyei földbirtokos terjedelmes és lakatlan birtokaira jobbágyokat keres, a tudós és jámbor Dénes Sándor iskolamester vezetésével vándorútra indult, bérbe vették az orosházi pusztát és felépítették Orosházát, ahol még ma is megvan a harang, amit az odaköltözött zombaiak magukkal vittek.
A Zombán maradt magyar és németajkú lakosság szorgalmas munkával egyre jobb anyagi körülmények közé került, a termékeny lösztalajon virágzó mezőgazdasági kultúrát teremtett, a Szekszárd vidéki szőlőkultúrának is élenjáró művelői voltak.
A 19. században a község Tolna vármegye jelentős települései közé tartozott, aminek eredményeként 1861-ben a megye 13-ik településeként megkapta a gyógyszertár fenntartásának jogát. A község első patikusa Rozsnyay Mátyás volt, 1874-ig. Emlékét a helyi gyógyszertárban emléktábla őrzi.
A 20. század első felében Zomba közigazgatásilag a Bonyhádi járás elsősorban mezőgazdasági jellegű települése. A jó természeti adottságoknak köszönhetően a község gazdái élenjártak a növénytermesztésben és az állattenyésztésben. Állatvásárai jelentősek, önálló téglagyára, malma, sajtgyára működött. Földművelő gazdái a megyében először használtak gazdálkodásukhoz műtrágyát.
A második világháborút közvetlenül megelőzően a községben 229 magyar és 238 németajkú család lakott összesen 2040 fő. A háborút követően 172 német családot kitelepítettek, helyükbe elüldözött bukovinai székelyeket (158 család, 586 fővel) és felvidékieket (44 család, 138 fővel) telepítettek be. A községben 66 német család (162 fő) maradt.
Jelenleg a falunak mintegy 2000 lakosa van, a középkor óta itt élő, a törökök kiűzése után betelepített magyar, valamint székely, felvidéki és német népcsoportok lakják.
A zombai mikrotérség (Zomba, Harc, Kéty, Felsőnána) vezetője. Fontosabb külterületei: Szentgál-Szőlőhegy, Nagytormáspuszta.
Az iskola 1996 óta működik társulásban Felsőnánával, azóta a következő iskolák csatlakoztak: 1998-tól Harc, 2007-től Kéty illetve Tengelic.

## Közélete

### Polgármesterei
- 1990–1994: Szulimán Ferenc (KDNP)[4]
- 1994–1998: Szulimán Ferenc (független)[5]
- 1998–2002: Szulimán Ferenc (független)[6]
- 2002–2006: Szűcs Sándor (független)[7]
- 2006–2010: Szűcs Sándor (Fidesz-KDNP)[8]
- 2010–2014: Szűcs Sándor (Fidesz-KDNP)[9]
- 2014–2019: Szűcs Sándor (Fidesz-KDNP)[10]
- 2019–2024: Szűcs Sándor (Fidesz-KDNP)[11]
- 2024– : Mátis László (független)[1]

## Népesség
A település népességének változása:
| Lakosok száma | 2069 | 2069 | 2042 | 1906 | 1901 | 1849 | 1817 |
|               | 2013 | 2014 | 2015 | 2021 | 2022 | 2023 | 2024 |

A 2011-es népszámlálás során a lakosok 86,6%-a magyarnak, 3,6% cigánynak, 9,3% németnek, 0,5% románnak mondta magát (13% nem nyilatkozott; a kettős identitások miatt a végösszeg nagyobb lehet 100%-nál). A vallási megoszlás a következő volt: római katolikus 59,6%, református 2,9%, evangélikus 3,4%, görögkatolikus 0,2%, felekezeten kívüli 8,2% (25,1% nem nyilatkozott).
2022-ben a lakosság 93,2%-a vallotta magát magyarnak, 4,8% németnek, 2,9% cigánynak, 0,3% ukránnak, 0,1-0,1% horvátnak, szerbnek, örménynek, bolgárnak, szlováknak és románnak, 1,7% egyéb, nem hazai nemzetiségűnek (6,7% nem nyilatkozott; a kettős identitások miatt a végösszeg nagyobb lehet 100%-nál). Vallásuk szerint 48,3% volt római katolikus, 3,2% evangélikus, 2,1% református, 0,4% görög katolikus, 0,6% egyéb keresztény, 0,7% egyéb katolikus, 8,8% felekezeten kívüli (36% nem válaszolt).

## Neves zombaiak
- Itt élt 1869 és 1888 között Rozsnyay Mátyás (1833–1895) neves gyógyszerész, az íztelen kinin feltalálója.
- A Zombához tartozó Szentgálpusztán született Palkó Sándor (1959–2002) ornitológus, természetvédelmi szakember.
- Boros Jolán operaénekes, magyarnóta énekes, népdalénekes. Zombán született 1914. december 12-én.